# 크리스티나 애프가
크리스티나 애프가(Kristina Apgar, 1985년 6월 10일 ~ )는 미국의 배우, 텔레비전 배우, 모델, 영화배우이다.
모리스타운에서 태어났다.

## 방송
- 프리빌리지드
- 터미네이터 숨겨진 기록
- 뉴욕특수수사대 시즌4